# Joan Dolç Rubí "Roqueta"
Joan Dolç Rubí "Roqueta" (Santa Maria del Camí, 1865 - 1905) fou un glosador mallorquí.
Estava casat amb na Joana Maria Capó Ferrer de Bunyola. Morí als 40 anys el 28 de març de 1905. Se li atribueix el glosat "Sa vida del pobre treballador". També és autor del glosat "Una vega d'un porch blanch". És un glosat desbaratat de 80 estrofes que acaba així:
| «                     | Si pel cas ningú volia sebre això que va llegir, és un veí de Santanyí qui cent i un anys complia, i ara està amb una filla casada amb un de Llubí, i los ha de mantenir traginant carbó de pi des Puig de Beniatria, i amb això s'entretenia d'escriure en mallorquí en Joan Dolç i Rubí vesí de Santa Maria. | » |
| — Joan Dolç "Roqueta" | |   |